# David Newman (hudebník)
David „Fathead“ Newman (24. února 1933 Corsicana, Texas, USA – 20. ledna 2009 Kingston, New York, USA) byl americký saxofonista. Svou profesionální kariéru zahájil v roce 1954, kdy se stal členem doprovodné skupiny Raye Charlese, kde vydržel dvanáct let nahrál s ním několik alb. Když z kapely odešel, deset let doprovázel Herbieho Manna. Rovněž spolupracoval s hudebníky, jako byli Eddie Harris, B. B. King, Lee Morgan nebo Cornell Dupree. Rovněž vydal řadu vlastních alb. Zemřel na karcinom pankreatu ve věku 75 let.